# Lithobius fallax
Lithobius fallax är en mångfotingart som beskrevs av Muralevitch 1906. Lithobius fallax ingår i släktet Lithobius och familjen stenkrypare. Inga underarter finns listade i Catalogue of Life.